# Kanton Calais-Sud-Est
Der Kanton Calais-Sud-Est war von 1887 bis 2015 ein französischer Wahlkreis im Arrondissement Calais, im Département Pas-de-Calais und in der Region Nord-Pas-de-Calais. Der Kanton bestand aus einem Teil der Stadt Calais.